# Nusku
Nusku era nell'antica Babilonia e Assiria, il dio della luce e del fuoco. Il suo simbolo è una lampada. La distinzione rispetto al dio Gerra (precedentemente Gibil) è molto sottile.
Nel poema Atraḫasis, appare consigliando Enlil prima della ribellione degli dei inferiori che non desideravano lavorare più. È menzionato anche nel mito di Enlil e Ninlil.

## Collegamenti
- Sumerian Mythology FAQ, su home.comcast.net.